# Vlaams Theater Instituut
Het Vlaams Theater Instituut (VTi) was het Vlaamse steunpunt voor de podiumkunsten. Het werd opgericht in 1987. Sinds 1 januari 2015 is Kunstenpunt de fusieorganisatie die het voormalige BAM, Muziekcentrum Vlaanderen en Vlaams Theater Instituut omvat.

## Doelstellingen en werkwijze
Het Vlaams Theater Instituut probeerde zo veel mogelijk te voorzien in de behoefte naar informatie over podiumkunstenaars en hun werk, cultuurbeleid en podiumzaken, internationaal werken, evoluties en tendensen, infrastructuur en spreiding of kunsteducatie. Dit gebeurde via een uitgebreide databank, bibliotheek en de eigen website. Via beschrijvend en analyserend veldwerk werd het onderzoek betrokken op de actuele praktijk. 
VTi hield een database bij met informatie over theater, dans en muziektheater. Het instituut was ook actief op het vlak van erfgoedsensibilisatie. De resultaten zijn onder meer zichtbaar in Archiefbank Vlaanderen.
In de VTI-bibliotheek kon elke bezoeker gratis en zonder persoonsregistratie boeken, tijdschriften, knipsels en documentatiemateriaal raadplegen. Er was ook een driemaandelijks informatieblad, Courant.